# Burgstelle Schlösschen (Bad Salzungen)
Die Burg Schlösschen ist eine abgegangene Gipfelburg bisher noch unbestimmter Zeitstellung in Bad Salzungen in Thüringen.

## Lage und Funktion
Die Burgstelle liegt bei 300 m ü. NN jenseits der Werra in etwa 20 Meter Höhe über dem Talgrund auf dem Gipfel des Weinberges. Die Anhöhe, ein westlicher Nebengipfel der Heimshöhe, bot sich zur Kontrolle einer alten, von Norden, aus Richtung Eisenach über den westlichen Moorgrund nach Salzungen verlaufenden Altstraße an.
Die Funktion der Burg als Straßenposten ist somit am wahrscheinlichsten, da aus der Geländetopographie sowohl die nahe Furtstelle an der Werra, als auch der Aufstieg zur Passhöhe dicht östlich der Burgstelle, gut zu belegen ist.

## Beschreibung
Die bereits 1811 publizierte Beschreibung Ernst Julius Walchs besitzt als Quelle großen Wert, da er den Zustand auf dem Burgberg vor dem Steinbruchbetrieb schildert. Er liefert Hinweise auf einen Keller und einen Turmhügel:
Gleich über diesem Steinbruch auf der höchsten Höhe ist eine ziemliche Ebene, auf welcher man noch deutlich einen mit Buschwerk und Bäumen bewachsenen Hügel sieht, der mit einem tiefen Wallgraben umgeben ist. Einige Vertiefungen und Höhlen lassen auf einen eingefallenen Keller vermuthen. Ich kann, da auch in einiger Entfernung Spuren eines Grabens von einer größeren Peripherie vorhanden sind, nicht anders glauben, daß dies der Platz sey, wo ein altes Bergschloß gestanden hat. Wer es bewohnt hat, weiß ich nicht, vielleicht Edele von Salza und höchstwahrscheinlich ist der Grundhof ein Überbleibsel ihrer vormaligen Besitzungen. Bekanntlich kam Mehreres, was die Herren von Frankenstein hatten, an Friedrich Edlen von Salza, auch der Altenstein.

## Archäologische Forschung
Als Folge des später intensiv gewerbsmäßigen Abbaus von Sandstein wurde das Burggelände nach und nach vom Steinbruchbetrieb erfasst und partiell zerstört. Die als Teile einer Wall- und Grabenbefestigung aufgefassten Burgreste wurden in den 1960er Jahren bei einer systematischen Bestandserfassungen der Burgen im Altkreis Bad Salzungen durch den Bodendenkmalpfleger G. Sennhenn eingemessen.
Das heute nur noch an wenigen Stellen an der Böschungskante erkennbare Grabenprofil wurde oberirdisch mit Erdaushub des Steinbruchs einplaniert. Eine zeichnerische Rekonstruktion zeigt einen ovalen Grundriss der Gesamtanlage.